# Brzeziny (województwo warmińsko-mazurskie)
Brzeziny – wieś w Polsce położona w województwie warmińsko-mazurskim, w powiecie elbląskim, w gminie Pasłęk. Wieś jest siedzibą sołectwa Brzeziny w którego skład wchodzi również miejscowość Nowiny. W chwili obecnej, od 2006 roku funkcję sołtysa sprawuje Marzena Choma. 
W latach 1975–1998 miejscowość administracyjnie należała do województwa elbląskiego.
Inne miejscowości o nazwie Brzeziny: Brzeziny, Brzeziny Nowe, Brzeziny-Janowięta, Brzeziny-Kolonia, Brzezina